# Zygaena carniolica
Zygaena carniolica là một loài bướm đêm thuộc họ Zygaenidae.

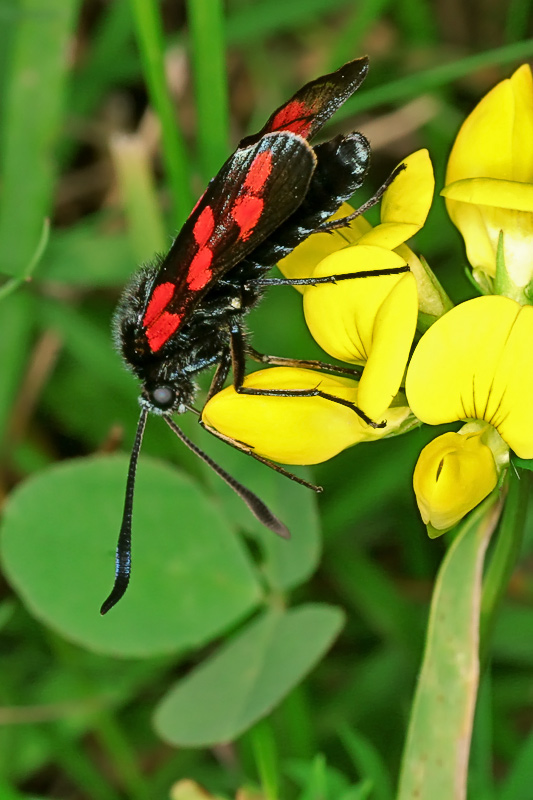
Zygaena carniolica

## Hình ảnh

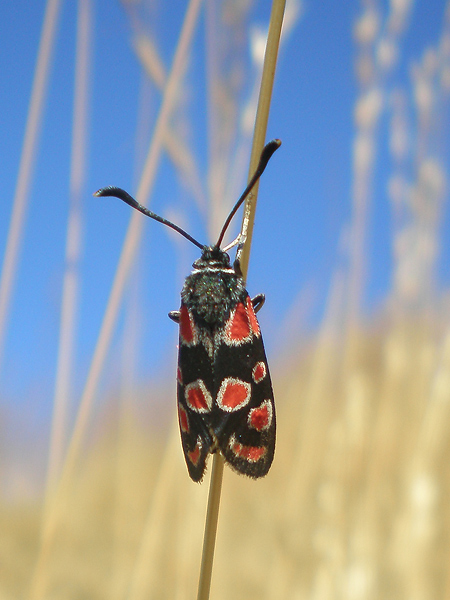
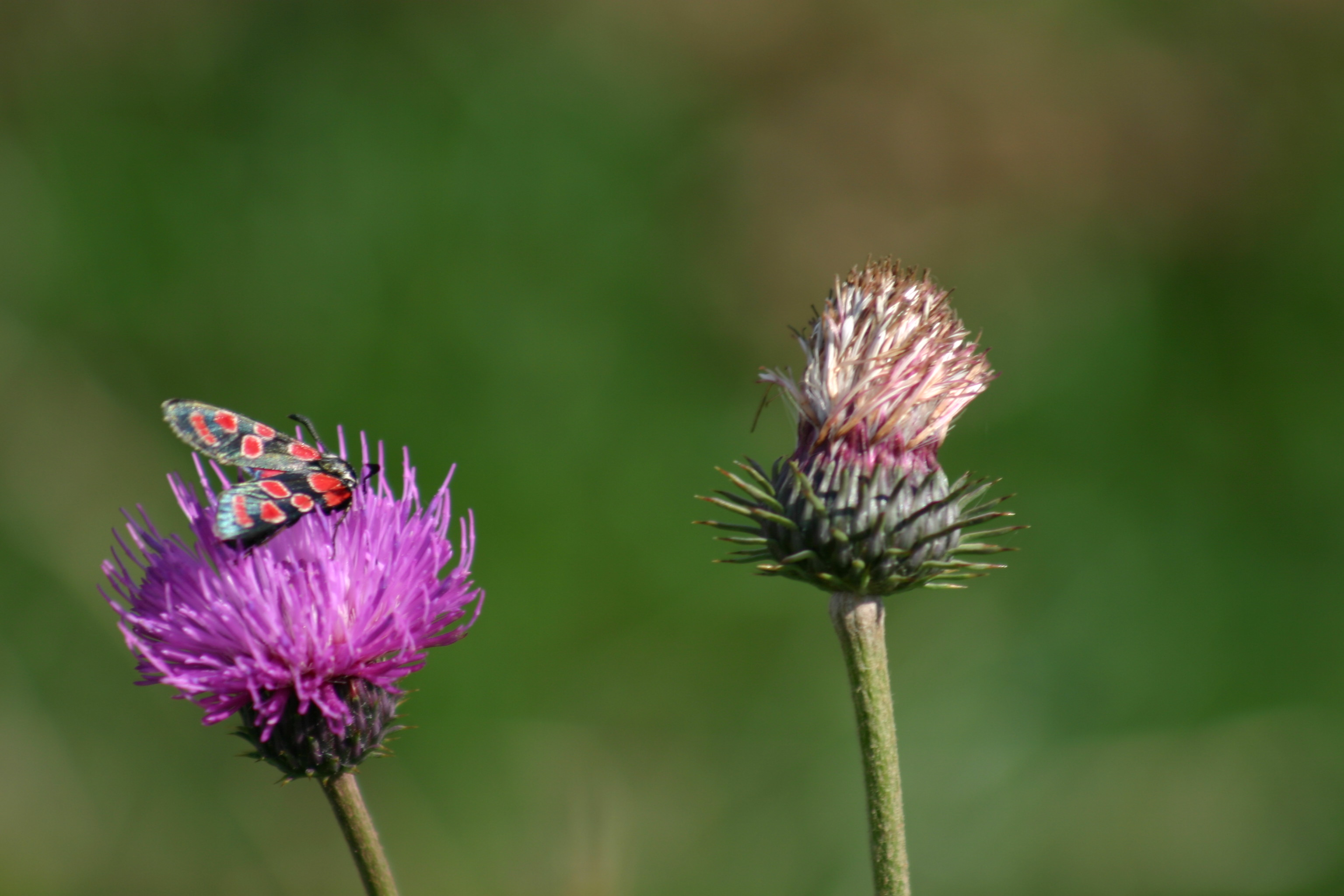
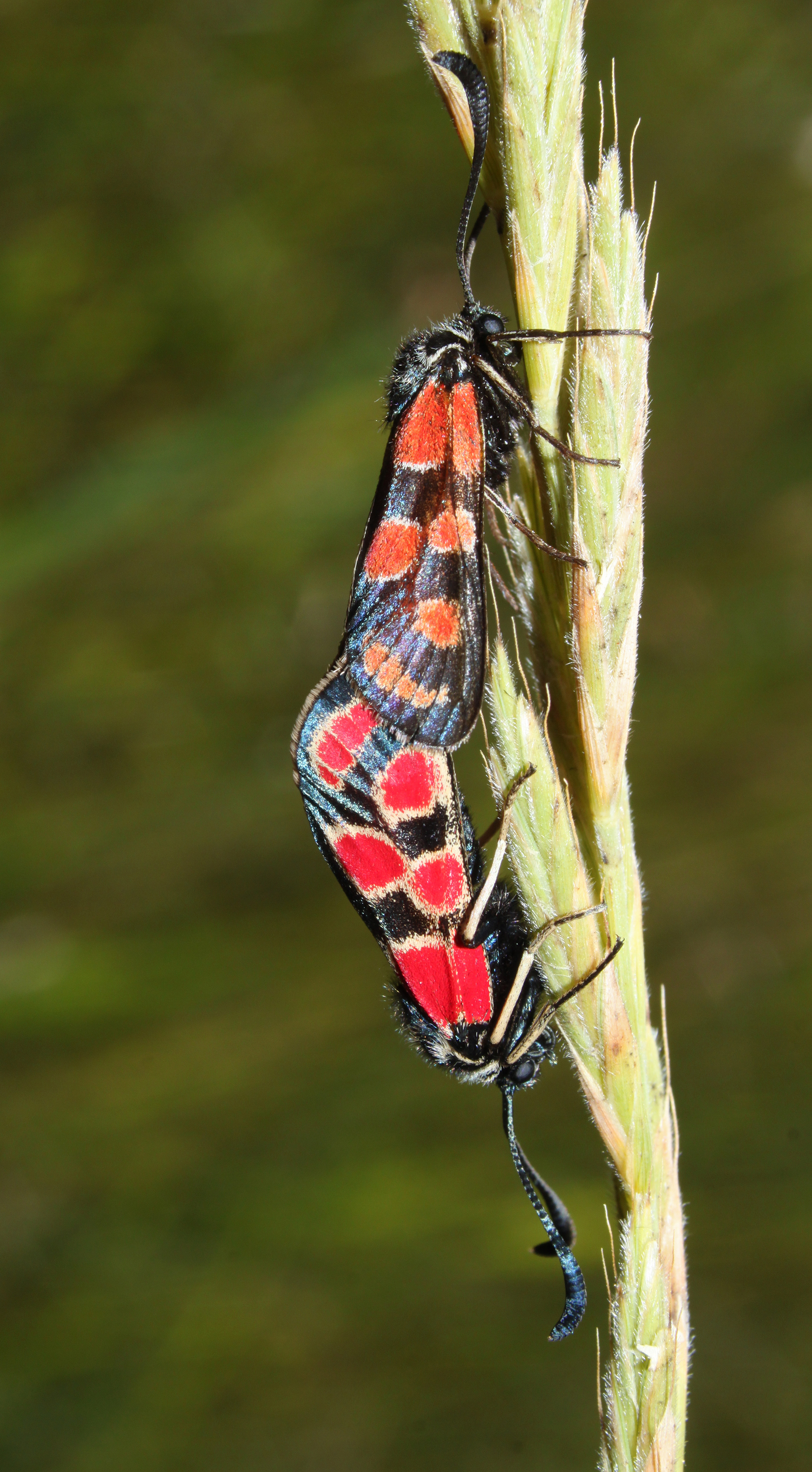

- Tập tin:Tập